# Messerschmitt P.1092
Die Messerschmitt P.1092 war ein Strahlflugzeug-Projekt der Messerschmitt AG.

## Geschichte
Unter der Projektnummer P.1092 wurden sehr viele Entwürfe für ein ein- oder zweimotoriges Flugzeug für unterschiedliche Zwecke zusammengefasst. Waren die Entwürfe anfangs noch auf Basis der Messerschmitt Me 262 häufig zweimotorig, waren alle späteren Entwürfe ab 1943 als einmotoriges Jagdflugzeug ausgelegt. Das P.1092-Projekt war der technologische Vorentwurf zur später gebauten Messerschmitt P.1101.
Im relevanten Entwurf P.1092 XVIII/44 bzw. 45, welcher ausführlich berechnet wurde, war das Flugzeug als freitragender Mitteldecker in Ganzmetallbauweise mit einziehbarem Dreiradfahrgestell, gepfeilten Tragflächen und einem Strahltriebwerk entworfen worden. Weiterentwickelte Varianten dieses Entwurfs wurden als P.1092 A sowie B bezeichnet. Der Unterschied zwischen diesen beiden ist die bei der B-Variante vergrößerte Spannweite. Des Weiteren wurde in Zusammenarbeit mit Alexander Lippisch eine Variante ohne Heckleitwerk analog der Messerschmitt Me 163 entwickelt, die als P.20 bezeichnet wurde. 
Der Entwurf der P.1092 war Basis für das französische Nachkriegs-Versuchsflugzeug Arsenal VG-70.

## Technische Daten
| Kenngröße               | Daten (Messerschmitt P.1092 A)                                           | Daten (Messerschmitt P.1092 B)                                          |
| ----------------------- | ------------------------------------------------------------------------ | ----------------------------------------------------------------------- |
| Triebwerk               | Junkers Jumo 004 C mit 1024 kp (10 kN)                                   | Junkers Jumo 004 C mit 1024 kp (10 kN)                                  |
| Spannweite              | 7,75 m                                                                   | 10,0 m                                                                  |
| Länge                   | 8,31 m                                                                   | 8,31 m                                                                  |
| Flügelfläche            | 12,7 m²                                                                  | 14,45 m²                                                                |
| Leermasse               | 2.027 kg                                                                 | 2.093 kg                                                                |
| Rüstmasse               | 2.626 kg                                                                 | 2.692 kg                                                                |
| Startmasse              | 3.664 kg                                                                 | 3.730 kg                                                                |
| Höchstgeschwindigkeit   | 872 km/h in 0 km Höhe 931 km/h in 6.000 m Höhe 890 km/h in 10.000 m Höhe | 858 km/h in 0 m Höhe 914 km/h in 6.000 m Höhe 892 km/h in 10.000 m Höhe |
| Dienstgipfelhöhe        | 11.200 m                                                                 | 12.100 m                                                                |
| Reichweite              | 390 km in 0 m Höhe 855 km in 10.000 m Höhe                               | 394 km in 0 m Höhe 925 km in 10.000 m Höhe                              |
| Bewaffnung (vorgesehen) | 2 × MK 103, 2 × MG 151/15                                                | 2 × MK 103, 2 × MG 151/15                                               |